# ミスター・ブルー
「ミスター・ブルー」（原題： Mr. Blue）は、男一人、女二人から成るボーカル・グループ、フリートウッズが1959年に発表した楽曲。

## 概要
1959年7月、フリートウッズの3枚目のシングルとして発表された。B面は「You Mean Everything To Me」。同年11月21日付のビルボード・Hot 100で1位を記録し、ゴールドディスクに輝いた。またカナダでも1位を記録した。グループは「カム・ソフトリー・トゥ・ミー」と本作品によって同じ年に2度全米1位に輝いた。
デヴィッド・マクベス（1959年、イギリスで18位）、マイク・プレストン（1959年、イギリスで12位）、ボビー・ヴィー（1960年）、ボビー・ヴィントン（1963年）、クラシックスIV（1969年）、ミーナ（1974年）、デヴィッド・ブロムバーグ（1975年）、ガース・ブルックス（1990年）らによるカバー・バージョンがある。